# Tephritis rufipennis
Tephritis rufipennis är en tvåvingeart som beskrevs av Doane 1899. Tephritis rufipennis ingår i släktet Tephritis och familjen borrflugor. Inga underarter finns listade i Catalogue of Life.